# Monooctylzinn-Verbindungen
Monooctylzinn-Verbindungen (abgekürzt MOT nach englisch Monooctyltin) sind zinnorganische Verbindungen mit einer Octylgruppe. Sie werden u. a. als Stabilisatoren eingesetzt. Eine verwandte Stoffgruppe sind die Dioctylzinn-Verbindungen.

## Vertreter
- Monooctylstannan[S 1]
- Monooctylzinntris(2-ethylhexylthioglycolat)

## Externe Links zu erwähnten Verbindungen
1. ↑  Externe Identifikatoren von bzw. Datenbank-Links zu Monooctylstannan:  CAS-Nr.: 15231-57-9, ECHA-InfoCard: 100.290.533, PubChem: 91991, Wikidata: Q81988112.